# Мир Квеста
«Мир Квеста» или «Мир странствий» (англ. World of Quest) — канадский мультипликационный сериал о персонаже комиксов по имени Квест. 15 марта 2008 года на экраны Америки вышел первый анимационный сериал про супергероя Квеста. За основу взяты первые серии комиксов о супергерое Квесте. В Америке мультсериал транслировался каналами The CW4Kids и Kids' WB. В Канаде мультсериал показывается и производится каналом Teletoon. В Великобритании мультсериал вещал канал Cartoon Network. В России сериал транслировался каналами Jetix (с 5 января 2009 по 10 августа 2010) и СТС (с 21 августа 2009 по 30 апреля 2011).

## Персонажи

### Квест
Квест очень силён и способен самостоятельно раскидать целую армию. Из всего мультика единственными более или менее подходящими по силе для Квеста врагами являются Эган и Страж. Он очень самоуверен, постоянно спорит со своей командой, в особенности с Нестором (юным принцем, которого то и дело пинает в прямом смысле). Ненавидит почти всё, однако он любит животных, особенно своего гигантского броненосца Алберта.
Оружие: два громадных парных меча, кулаки, ботинки, принц Нестор (в некоторых сериях).

### Принц Нестор
Принц Нестор — наследник трона Одиссии. Пытается найти с Квестом, Гриром, Анной и Гатлингом 5 мечей, которые вместе составляют меч-Душеруб, с помощью которого они освободят родителей принца. Был влюблён в Анну.
Вместе с Гриром присутствует с первых секунд сериала.
Оружие: небольшая алебарда и магическая змея (испускает огненные шары).

### Анна Махт
Анна Махт — молодая колдунья, поклонница Квеста и Нестора. В начальных эпизодах может использовать только магию оживления неживого. Позже учится более сложным заклинаниям (иллюзии, магические щиты, отражающие заклинания). Очень ранима. Передвигается верхом на Грире, иногда вместе с остальными на борту Алберта. Способна понимать загадочные фразы Дороги. В некоторых эпизодах сражается в магических поединках с Плутовкой и магически помогает Квесту в борьбе со Стражем. Готовит пищу для всего отряда во время привалов. В переводе с немецкого Macht — сила или власть.
Оружие: магия.

### Грир
Грир — огромный грифон. Грир вечно голоден и издаёт неприличные звуки. У него есть сводная сестра, она не похожа на грифона и изображает из себя Робин Гуда. Грир очень умён и быстро решает в уме простые задачи с переменными. Обычно Грир летает с Анной на спине. Он — страж Одиссии.
Оружие: кулаки.

### Гатлинг
Гатлинг — киборг. В ссоре с Квестом. У Гатлинга есть приёмные родители-циркачи (родные неизвестны). Немного понимает, что говорит Дорога. Он был начальником стражи короля. Представитель негроидной расы.
Оружие: Имя «Гатлинг» придумано не просто так, оно связано с названием популярного пулемёта Гатлинга. Персонаж мультфильма тоже может стрелять пулемётом изо рта, используя вместо пуль прожёванный металл или камень. Также в арсенале имеется огнемёт, стальной кулак, пушка и т. д.

### Дорога
Существо-путеводитель, которое говорит загадками, значение которых может быть понятно лишь Анне. Живёт в Кинжале Дороги. Любит то, что нравится Анне. У Дороги есть старшая сестра, которая живёт в мире, где живут все пути-дорожки. Дорога — единственная, кто смог выбраться из этого мира. Способна растягиваться в длину и ширину.

## Остальные персонажи

### Лорд Спайт
Лорд Спайт — основной антагонист,  полное имя Лорд Корнелиус Зло Спайт. Является дедушкой Нестора.
Оружие: редко сражается, иногда использует магию.

### Генерал Огун
Генерал Огун раньше служил на стороне добра, но позже перешёл на тёмную сторону. Мечтает завладеть Мечом-Душерубом и убить Спайта с Квестом. Может съесть что угодно. Он завидует Плутовке, потому что лорд Спайт всё время обращается к ней.
Оружие: большой чёрный меч, всепожирающая пасть.

### Плутовка
Плутовка — злая колдунья, главная соперница Анны, в силу своего возраста и опыта, она по-настоящему умеет колдовать. Мечтает, как и Огун, завладеть мечом Душерубом и убить Спайта. У неё есть образование стоматолога и стажем в 8 лет. Ненавидит Огуна, влюблена в стража.
Оружие: магия.

### Жевуны и Ворчуны
Слуги Спайта и Плутовки. Составляют оборону замка Малукс и армию Спайта.
Ворчуны — размером с собаку, очень агрессивны и постоянно голодны (в некоторых эпизодах зовутся гроулами).
Жевуны — намного больше ворчунов и сильнее их.

### Алберт
Гигантское животное, похожее на броненосца. Перевозит мечи и персонажей.
Повадками напоминает собаку.

### Страж
Появляется после того, как активируется меч-Душеруб. Любит собирать сувенирные шары со снегом. Необычайно силён, особенно с мечом-Душерубом.
Оружие: гигантский молот, меч-Душеруб.

### Братья-Катаклизм
Слуги лорда Спайта. При соприкосновении с водой превращаются в Катаклизм, могучего летающего зверя. Вернуть их в обратное состояние (разделить) можно только вытащив «затычку» (косичку) на голове. Туповаты и ленивы, в разделении являются ящером, минотавром и стервятником. Обожают плюшки.

### Робин Гуд
Сестра Грира. Работала на Лорда Спайта, не подозревая об этом. Забирает вещи у богатых и отдаёт бедным. Работает с двумя орлами.

### Эган
Охотник за головами, часто (но не всегда) говорит о себе в третьем лице. Передвигается на летающем мотоцикле. В прошлом победил Квеста нечестным приёмом, из-за чего Квест побаивается боя с ним.
Оружие: гранаты, мечи, сеть и т. д.

### Лакки
Пёс Квеста, порода чистокровный грайндерспаниель, сильнее гроулов и грайндеров. Питается ворчунами и жевунами. Любит и признаёт только Квеста.

### Лоберман-пинчеры
Доберман пинчер и Лобстер — сторожевые псы, любят косточки и мясо.
Работают на Эвакуатора, живущего в городе «Клэк-буш».

### Шокзиллы (Манчеры)
Большие кролики-мутанты, сделанные из шоколада.

### Кроко-Дили-Дили
Чудище и самая главная достопримечательность Кроко-Дили-Виля. Помог Квесту и его друзьям активировать меч земли.

### Лизуны
Лижущие летающие существа, похожи на грайндерспаниэля.

### Циркачи
Родители Гатлинга и воры. В одной из серий (1.12.2) они помогли команде Квеста забрать украденные Спайтом мечи. В команде циркачей есть:
- 1. Существо — живая рука, которое симпатизирует Квесту, но раздражает его.
- 2. Приёмный отец Гатлинга — шестирукий мутант (напоминает таракана).
- 3. Приёмная мама Гатлинга — кенгуриха.
- 4. Человек без головы.
- 5. Невероятный Клот, который помог разобраться с Огуном.

### Убчакобла (в другом переводе Рвотавакбла)
Друг Грира и король страны грифонов. Его «немного» странное имя объясняется тем, что грифонов называют по первому звуку, который они издают после появления на свет.

### Пророк Огги
Пророк-неудачник. Служит злому королю, так как пытается доказать, что он не хуже своих братьев Рокко и Бутча.

### Король и Королева
Родители принца Нестора, которых вся команда пытается спасти. Не любят теннис.

### Вопли
Место жительства: Долина Воплей, сильно вопят, когда слышат о ведьмах. Имеют сходство с рептилоидами. Название их страны — Республика Объединённых Воплей.

### Фурункул Ланз
Существо с гнойными пузырями, мечтающее стать супер-моделью.

### Зубная фея
Подруга Анны и её бывшая соседка по комнате в школе фей. У неё есть проходной билет в банк зубов.

## Твари
- Морские попугаи. Маленькие кусачие твари с противными резкими клювами, которые живут в маленьких водоемах всюду по Одиссии. Квест использовал их у себя дома вместе со рвом.
- Древесный сок. Ожившие отпиленные бревна с руками и ногами. Они швыряют древесный сок дерева.
- Болотные крабоподобные существа. Большие, зелёные, зигзагообразные существа, напоминающие крабов, которые живут в болотах, через которые проходят спутники.
- Сосунки. Большие, подобные слизняку существа с гигантскими губами для целования. По словам Грира, они высасывают из своих жертв всё содержимое, пока не вывернут наизнанку. (Эпизод 1.07.2)
- Прыгозавр Рекс. Помесь тираннозавра и кенгуру, создан Лордом Спайтом, чтобы уничтожить Квеста, но потом принимает Квеста как сына.
- Тремодиты. Гигантские, ужасные черви песка, которые защищают Ущелье Смерти. Они являются полностью слепыми и используют волосы на их телах, чтобы ориентироваться. (Эпизод 1.08.2)
- Летучие мыши. Большие фиолетовые существа, подобные летучим мышам с длинными ногами, большими зелёными глазами, и большими клыками. Впервые замечены при нападении на автоприцеп, содержащий родителей Гатлинга.
- Стена оскорблений. Название говорит само за себя: любой путник, которому она встретится на пути, будет слушать очень обидные оскорбления в свой адрес. Рассыпалась на куски после того, как Гатлинг четырежды оскорбил её.
- Желудь. Жадный желудь, ищущий богатство, который следит за Квестом и другими для Лорда Спайта. Был съеден Огуном.
- Сиамская Угорилла. Гигант с двумя соединёнными телами горилл по одному глазу. Угорилла — также чемпион «Турнира Боли». Огромное и свирепое чудище.
- Великая Гора. Гора, пробужденная Квестом, Нестором, Гатлингом, Анной, Дорогой, Гриром, Спайтом, Огуном, Плутовкой и Стражем.
- Лягушко-мышь. Огромные монстры с перепончатыми крыльями, лягушачьими лапами и округлым ртом. Используют свои длинные языки, как оружие и ловушки.

## Волшебные мечи

### Меч Земли
Команда Квеста нашла меч в Долине рук, помог в активации меча Кроко-Дили-Дили.

### Меч Огня
Квест,Нестор и Грир выиграли его на Арене воинов. Активирован в Кратере насмешек.

### Меч Воды
Меч найден в Пыльных рудниках, за водопадом. Активирован Гидрокристаллом.

### Меч Воздуха
Найден в Пустыне тремордитов, активирован Кристаллом воздуха, который находился под охранной Слюнтяя.

### Меч Энергии (Электричества)
Найден на Очень высокой горе, активирован ударом молнии.

### Меч Душеруб
Появляется при активации всех пяти мечей.

## Эпизоды

### Список эпизодов
| Сезон   | Эп # | Первая дата    | Последняя дата |
| ------- | ---- | -------------- | -------------- |
| Сезон 1 | 13   | 15 Марта, 2008 | 14 Июня, 2008  |
| Сезон 2 | 13   | 14 Марта, 2009 | 6 Июня, 2009   |
| Сезон 3 | 13   | 2010           | выход отменен  |

### Сезон 1 (2008)
| №  | Оригинальное название/Дубляж Jetix/Дубляж СТС                                                               | Дата выхода в эфир |
| 1  | «The Quest Begins/Приключения начинаются/?»                                                                 | 15 марта 2008      |
| 1  | «The Not-So-Great Escape/Не очень великий побег/?»                                                          | 15 марта 2008      |
| 2  | «Between a Rock and a Hard Place/Между молотом и наковальней/Между камнем и наковальней»                    | 22 марта 2008      |
| 2  | «Bottoms Up/Вверх тормашками/Выше зад»                                                                      | 22 марта 2008      |
| 3  | «The Hills are Alive with the Sound of Anna Maht/Анна Махт оживляет Холмы/Горы оживают от голоса Анны Махт» | 29 марта 2008      |
| 3  | «Where There’s a Way/Там, где дорога/?»                                                                     | 29 марта 2008      |
| 4  | «Croc-a-Doodle-Doo/Кроко-Дили-Дили/Кроко-Ре-Ку»                                                             | 5 апреля 2008      |
| 4  | «Tournament of Punishment/Турнир боли/Турнир жестокости»                                                    | 5 апреля 2008      |
| 5  | «No Prophet No Gain/Незадачливый пророк/Без пророка нет успеха»                                             | 19 апреля 2008     |
| 5  | «Trial of Anna Maht/Суд над Анной Махт/?»                                                                   | 19 апреля 2008     |
| 6  | «No Prophet No Gain/Незадачливый пророк/?»                                                                  | 26 апреля 2008     |
| 6  | «Trial of Anna Maht/Фурункул Ланз/?»                                                                        | 26 апреля 2008     |
| 7  | «Rolling Nestor Gathers No Moss/Под лежачего Нестора вода не течёт»                                         | 3 мая 2008         |
| 7  | «Mini Quest/Мини-квест»                                                                                     | 3 мая 2008         |
| 8  | «In Search of the Royal Family/В поисках королевского семейства/?»                                          | 10 мая 2008        |
| 8  | «As the Superworm Turns/Крутится-вертится супер-червяк/?»                                                   | 10 мая 2008        |
| 9  | «Fall of Odyssia/Падение Одиссии»                                                                           | 17 мая 2008        |
| 10 | «Rash to Judgement/Судьбаносная сыпь/Сыпь»                                                                  | 24 мая 2008        |
| 10 | «Harvest Day/Праздник урожая/День урожая»                                                                   | 24 мая 2008        |
| 11 | «Left Holding the Bag/Заточённые в мешке/Оставшийся с мешком»                                               | 31 мая 2008        |
| 11 | «War of the Griffins/Война грифонов»                                                                        | 31 мая 2008        |
| 12 | «Night of the Hunter/Ночь охотника/?»                                                                       | 7 июня 2008        |
| 12 | «World of Carney/Мир циркачей/?»                                                                            | 7 июня 2008        |
| 13 | «Search of the Power/В поисках силы»                                                                        | 14 июня 2008       |

### Сезон 2 (2009)
| №  | Название                                                         | Дата выхода в эфир |
| 14 | «The Search for Deceit/В поисках Плутовки»                       | 14 марта 2009      |
| 14 | «Mystical Tooth Fairy/Таинственная Зубная фея»                   | 14 марта 2009      |
| 15 | «Robin Hood of Odyssia/Роббин Гуд из Одиисии»                    | 21 марта 2009      |
| 15 | «The Tell Tale Tale Teller/Сладкоголосый песнопевец»             | 21 марта 2009      |
| 16 | «The Crusades/Крестовый поход»                                   | 28 марта 2009      |
| 16 | «Little Troll Down the Lane/Маленький тролль из большого дома»   | 28 марта 2009      |
| 17 | «Mirror Quest/Раздвоение личности»                               | 4 апреля 2009      |
| 17 | «Leaper Island/Остров Скок»                                      | 4 апреля 2009      |
| 18 | «Musta Been Something Graer Ate/Кажется, Грир что-то не то съел» | 11 апреля 2009     |
| 18 | «The Great Rutabaga Depress/Великая брюквенная депрессия»        | 11 апреля 2009     |
| 19 | «There’s somthing about Gatling/Кое-что о Гатлинге»              | 18 апреля 2009     |
| 19 | «The Tow/Эвакуатор»                                              | 18 апреля 2009     |
| 20 | «Katastrophic Storm/Шторм Катастрофы»                            | 25 апреля 2009     |
| 20 | «World of Water/Подводный мир»                                   | 25 апреля 2009     |
| 21 | «Molting Graer/Облезлый Грир»                                    | 2 мая 2009         |
| 21 | «The Body Switch/Обмен телами»                                   | 2 мая 2009         |
| 22 | «Guardian Match/Незабываемый поединок»                           | 9 мая 2009         |
| 22 | «No Way Out/Выхода нет»                                          | 9 мая 2009         |
| 23 | «Nestor’s Birthday/День рождения Нестора»                        | 16 мая 2009        |
| 23 | «Take a Chance/Право на риск»                                    | 16 мая 2009        |
| 24 | «Witches of Odyssia/Ведьмы Одиссии»                              | 23 мая 2009        |
| 24 | «War of the Vegivours/Война Овощей»                              | 23 мая 2009        |
| 25 | «Bizarro Graer/Биззаро Грир»                                     | 30 мая 2009        |
| 25 | «Unlikely Alliance/Невезучий альянс»                             | 30 мая 2009        |
| 26 | «The Prince And The Pauper/Принц и нищий»                        | 6 июня 2009        |
| 26 | «Strange Bedfellows/Странные компаньоны»                         | 6 июня 2009        |

### Сезон 3
1. «Nestor’s Cousin/The Return of Spite»(Кузина Нестора/ возвращение Спайта)
2. «Gatling’s Vacation/sought»(Гатлинг на отдыхе/ Поиски)
3. «Who’s the Biggest?/Search of the Flaming Sword» (Кто больше?/Поиски Пламенного меча)
4. «No More Guns For a Week/12 Days Without Quest» (Нет оружия в течение недели/12 Дней без Квеста)

## Русский дубляж
Актёры дубляжа, сделанного по заказу телеканала Jetix в 2008 году.
- Олег Вирозуб — Квест, Огун
- Юрий Меншагин — Грир, Гатлинг, лорд Спайт
- Наталья Гурзо — Принц Нестор
- Ива Солоницына — Анна Махт, Дорога, Плутовка.